# Matthias Bertling
Matthias Bertling (Monschau, Rin del Nord-Westfàlia, 6 de juliol de 1987) va ser un ciclista alemany que fou professional del 2001 al 2007.

## Palmarès
- 2007
  - Vencedor d'una etapa al Tour de Tailàndia